# Никарагуа на Олимпийских играх
Никарагуа принимала участие в 11 летних Олимпийских играх. Дебютировали на Играх 1968 года в Мехико. С тех пор участвовали во всех летних Играх, кроме Игр 1988 года в Сеуле, которые они бойкотировали в поддержку Северной Кореи. 
В зимних Олимпийских играх Никарагуа никогда не участвовала. 
Спортсмены этой страны никогда не завоёвывали олимпийских медалей.
НОК Никарагуа был создан в 1959 году, и признан МОК в том же году.